# 103421 Laurmatt
103421 Laurmatt è un asteroide della fascia principale. Scoperto nel 2000, presenta un'orbita caratterizzata da un semiasse maggiore pari a 2,3093243 UA e da un'eccentricità di 0,0675748, inclinata di 8,50042° rispetto all'eclittica.